# Shotts
Shotts es una localidad situada en North Lanarkshire, Escocia (Reino Unido). Según el censo de 2022, tiene una población de 8795 habitantes.